# Aire d'attraction de Montval-sur-Loir
L'aire d'attraction de Montval-sur-Loir est un zonage d'étude défini par l'Insee pour caractériser l’influence de la commune de Montval-sur-Loir sur les communes environnantes.

## Définition
L'aire d'attraction d'une ville est composée d’un pôle, défini à partir de critères de population et d’emploi ainsi que d’une couronne constituée des communes dont au moins 15 % des actifs travaillent dans le pôle. Le pôle d’attraction constitue ainsi un point de convergence des déplacements domicile-travail,.

## Type et composition
L’aire d'attraction de Montval-sur-Loir est une aire intra-départementale qui comporte 12 communes dans la Sarthe. 
Elle est catégorisée dans les aires de moins de 50 000 habitants, une catégorie qui regroupe 12,2 % au niveau national.

### Carte

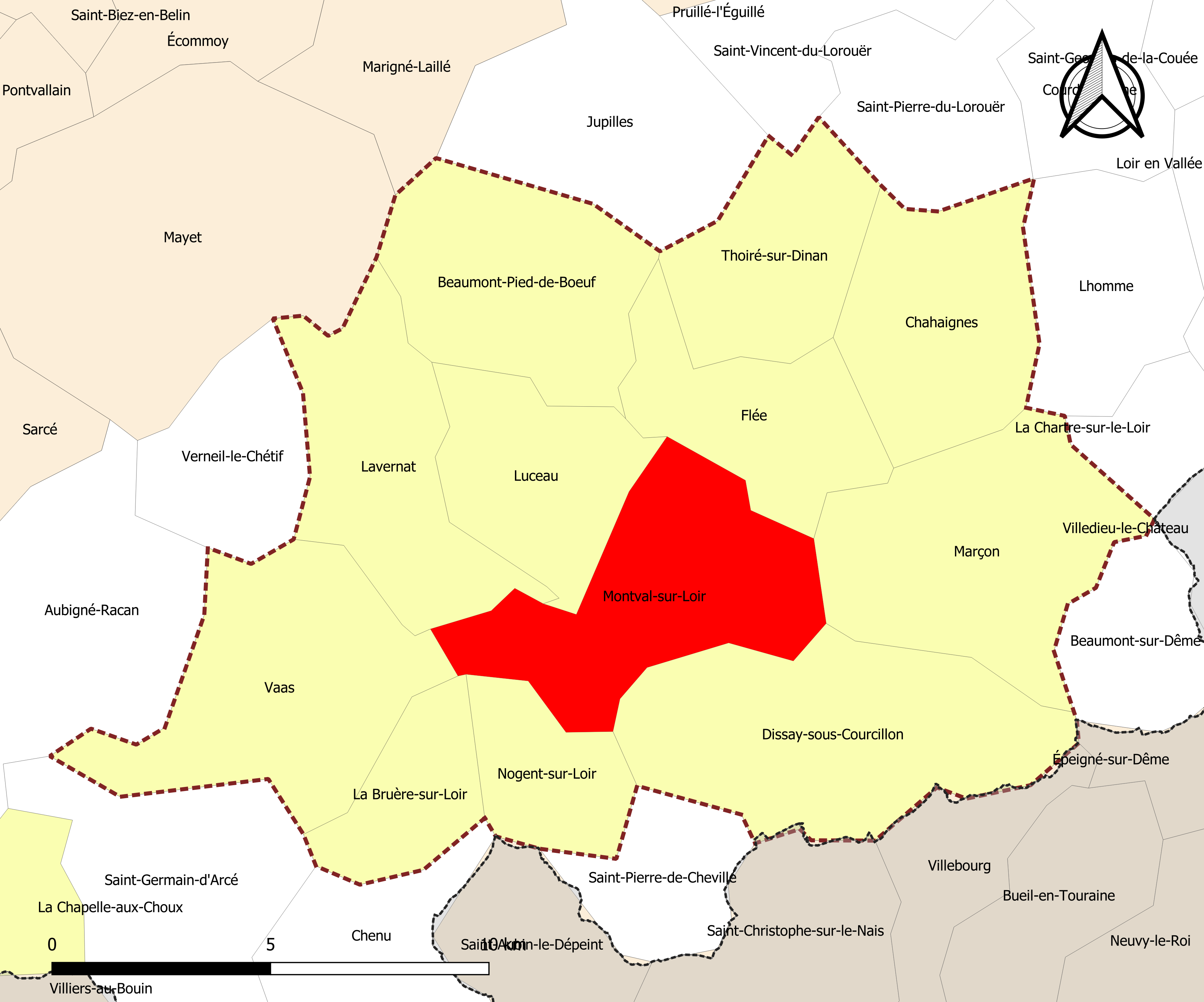
Carte de l'aire d'attraction de Montval-sur-Loir.
Commune-centre
Commune de la couronne

### Composition communale
| Nom                               | Code Insee | Département | Statut                 | Superficie (km2) | Population (dernière pop. légale) | Densité (hab./km2) | Modifier                                    |
| --------------------------------- | ---------- | ----------- | ---------------------- | ---------------- | --------------------------------- | ------------------ | ------------------------------------------- |
| Montval-sur-Loir (commune-centre) | 72071      | Sarthe      | commune-centre         | 26,99            | 5 707 (2022)                      | 211                | modifier les données · modifier les données |
| Beaumont-Pied-de-Bœuf             | 72028      | Sarthe      | commune de la couronne | 24,68            | 476 (2022)                        | 19                 | modifier les données · modifier les données |
| La Bruère-sur-Loir                | 72049      | Sarthe      | commune de la couronne | 11,47            | 250 (2022)                        | 22                 | modifier les données · modifier les données |
| Chahaignes                        | 72052      | Sarthe      | commune de la couronne | 22,83            | 668 (2022)                        | 29                 | modifier les données · modifier les données |
| Dissay-sous-Courcillon            | 72115      | Sarthe      | commune de la couronne | 34,92            | 942 (2022)                        | 27                 | modifier les données · modifier les données |
| Flée                              | 72134      | Sarthe      | commune de la couronne | 17,54            | 525 (2022)                        | 30                 | modifier les données · modifier les données |
| Lavernat                          | 72160      | Sarthe      | commune de la couronne | 22,64            | 585 (2022)                        | 26                 | modifier les données · modifier les données |
| Luceau                            | 72173      | Sarthe      | commune de la couronne | 18,77            | 1 233 (2022)                      | 66                 | modifier les données · modifier les données |
| Marçon                            | 72183      | Sarthe      | commune de la couronne | 30,05            | 1 063 (2022)                      | 35                 | modifier les données · modifier les données |
| Nogent-sur-Loir                   | 72221      | Sarthe      | commune de la couronne | 10,81            | 361 (2022)                        | 33                 | modifier les données · modifier les données |
| Thoiré-sur-Dinan                  | 72356      | Sarthe      | commune de la couronne | 17,72            | 398 (2022)                        | 22                 | modifier les données · modifier les données |
| Vaas                              | 72364      | Sarthe      | commune de la couronne | 30,14            | 1 383 (2022)                      | 46                 | modifier les données · modifier les données |